# Оита (префектура)
О̀ита (на японски: 大分県, по английската Система на Хепбърн Ōita-ken, Оита-кен) е една от 47-те префектури на Япония. Оита е с население от 1209587 жители (1 октомври 2005 г.) и има обща площ от 6338,82 км². Едноименният град Оита е административният център на префектурата. Намира се на о. Кюшу и има равнинно-платовиден релеф. Опира на Вътрешно Японско море. Има субтропичен климат. Развито селско стопанство – зърнопроизводство, бубарство. На базата на местни суровини е изградена цветна металургия, дървообработваща и текстилна промишленост.